# آری سلینگر

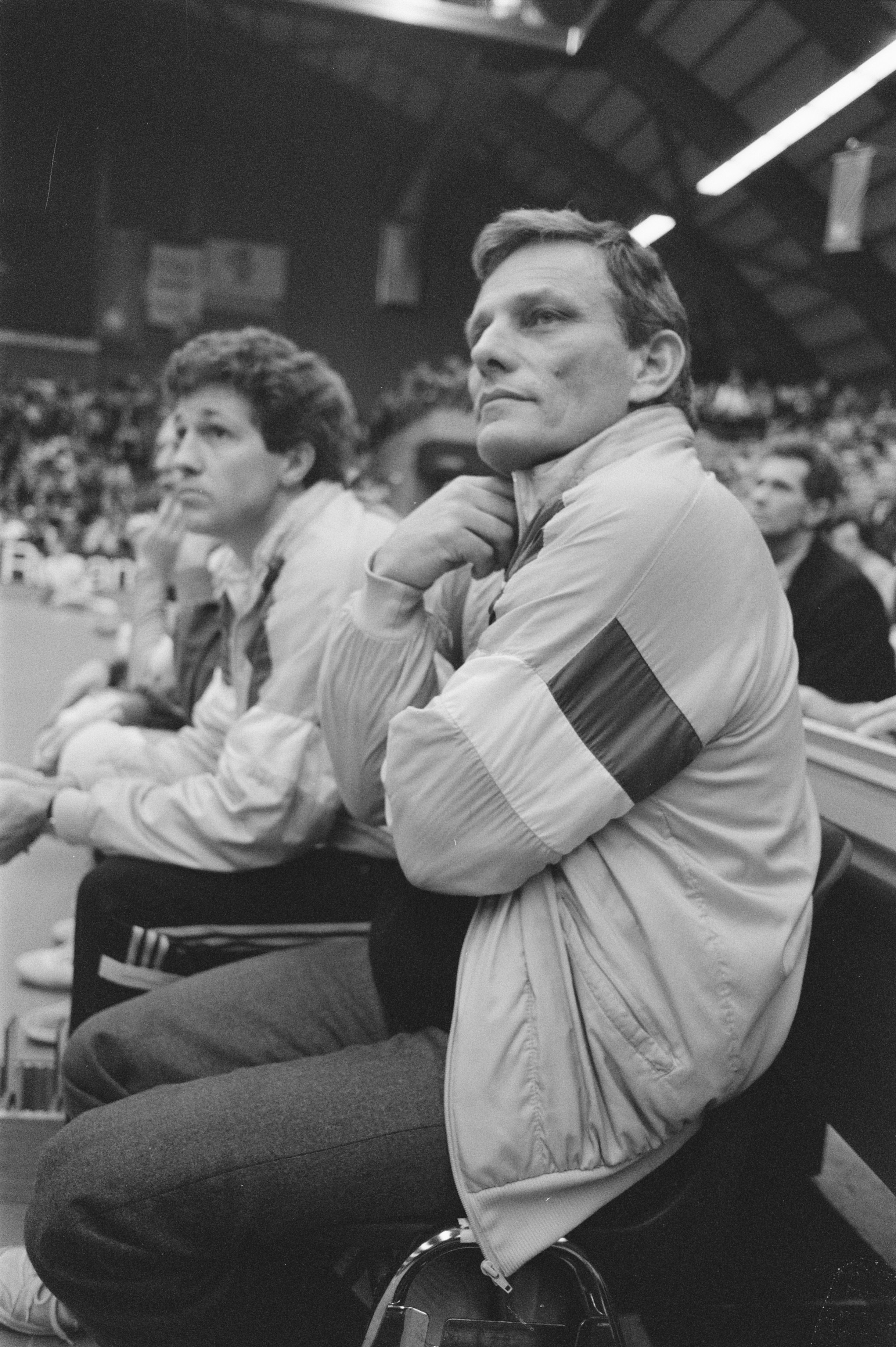
در سال ۱۹۸۸

آری سلینگر یا آری سلینجر (انگلیسی: Arie Selinger) بازیکن سابق و مربی فعلی والیبال اهل اسرائیل است.
سلینگر از سال ۱۹۷۵ تا ۱۹۸۴ مربی گری تیم ملی والیبال زنان آمریکا را بر عهده داشت که مدال نقره المپیک ۱۹۸۴ را به دست آورد. هلند مقصد بعدی او بود جایی که توانست تیم ملی والیبال هلند را به مدال نقره المپیک ۱۹۹۲ بارسلون برساند.